# 野口龍太郎
野口 龍太郎（のぐち りゅうたろう、1997年12月16日 - ）は日本の男子バスケットボール選手である。神奈川県出身。ポジションはG（ガード）/F（フォワード）。アースフレンズ東京Z所属。

## 経歴
1997年、神奈川県に生まれる。厚木中学校・九州学院高等学校を経て明治大学に進学。在学中交通事故に遭遇し、重傷を負う。
2019年12月19日、熊本ヴォルターズに練習生として加入。
2020年11月13日、熊本ヴォルターズと新規選手契約を締結。
2021-2022シーズン、アルティーリ千葉と新規選手契約を締結。
2022-2023シーズン、さいたまブロンコスへ移籍。
2022年6月3日、3X3のSリーグ、Q4湘南に参加。
2024年オフ、アースフレンズ東京Zへ移籍した。

## 特徴
大学在学中、事故に遭遇し生死の境をさまよった経験から、座右の銘は「死ぬこと以外かすり傷」。